# كارل غولبراندسن
كارل غولبراندسن (بالنرويجية البوكمول: Karl Gulbrandsen)‏ هو دراج نرويجي، ولد في 22 مايو 1892 في كريستيانية في النرويج، وتوفي في 28 أغسطس 1973.

## وصلات خارجية
- كارل غولبراندسن على موقع إحصائيات الدراجات الإحترافية (الإنجليزية)
- كارل غولبراندسن على موقع أوليمبيديا (الإنجليزية)